# Chích rừng

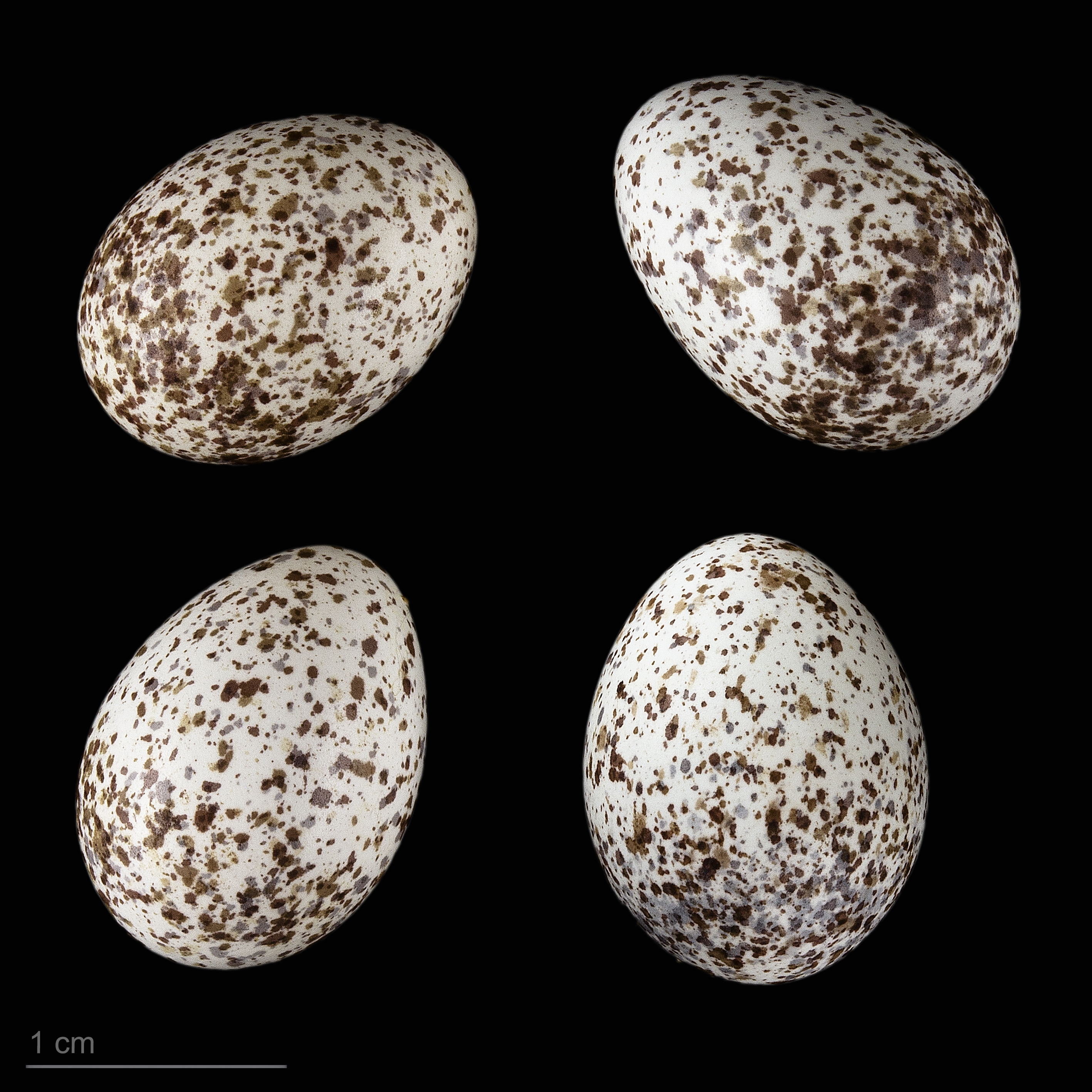
Phylloscopus sibilatrix

Chích rừng (danh pháp hai phần: Phylloscopus sibilatrix) là một loài chích lá phố biến và phân bố rộng rãi, sinh sản khắp xứ ôn đới và bắc châu Âu và cực tây của châu Á ở nam dãy núi Ural. Đây là loài di trú mạnh và toàn bộ dân số trú đông ở châu Phi nhiệt đới.

## Môi trường sống
Đây là một loài chim sinh sống ở rừng cây râm mở trưởng thành, chẳng hạn như sồi và sồi không cuống, với một số đất thưa thớt để làm tổ. Tổ được xây dựng gần mặt đất trong cây bụi thấp. Giống như hầu hết chích lá Cựu thế giới, loài chim này ăn côn trùng.

## mô tả
Chích rừng dài 11-12,5 cm, và một loài chim chích lá điển hình với bề ngoài màu xanh lá cây, xanh lá cây ở trên và trắng ở dưới với ngực màu vàng chanh. Nó có thể được phân biệt với loài chích tương tự, như chích Á Âu và chích sồi bởi một số đặc điểm bề ngoài.